# Иван-Асен Георгиев
Иван-Асен Христов Георгиев е български дипломат и юрист, осъден на смърт за шпионаж в полза на Съединените щати.

## Биография
Георгиев е роден на 27 март (14 март стар стил) 1907 година в София в семейството на адвокат. Завършва право в Париж, след което се връща в България и работи като адвокат, включително в кантората на Нисим Меворах.
Член на Комунистическата партия, след Деветосептемврийския преврат през 1944 година Иван-Асен Георгиев става главен секретар на Министерството на вътрешните работи. През 1946 година е изпратен в Париж с делегацията за подписването на мирния договор, след което остава на работа като съветник в българското посолство. През 1950 година е върнат в София, заради подозрения в нелоялност, и от началото на следващата година преподава антично право в Софийския университет „Климент Охридски“.
През 1956 година отново е изпратен на дипломатическа работа в българското представителство при Организацията на обединените нации в Ню Йорк. По това време започва да сътрудничи на американското Централно разузнавателно управление. През 1961 година мандатът му в Ню Йорк изтича, но остава на работа във Външно министерство и е избран за председател на Международния институт по космическо право. Според американската преса от периода, Иван-Асен Георгиев донася информация на ЦРУ в течение на пет години, за която получава възнаграждения, достигнали сумата от 200 000 щатски долара. Според същия източник, Георгиев губи мотивация да сътрудничи, защото усеща, че ЦРУ се отнася към него като към обикновен полицейски дознател, а той има амбиция да бъде Генерален секретар на Обединените нации. Под псевдонима Жорж Дювал, Георгиев предоставя секретната информация в Ню Йорк на Кирил Блек, син на просветния деец Флойд Блек. Отзован е в България през декември 1961 г.
През 1962 година Държавна сигурност започва да разследва Иван-Асен Георгиев по подозрения в шпионаж и на 3 септември 1963 година той е арестуван в Москва. След проведен шумен съдебен процес, в който обвинението се представя от самия главен прокурор Иван Вачков, на 31 декември той е осъден на смърт. Според източниците от американската преса, тези събития ескалират в агресивни демонстрации пред американското посолство в София.
Иван-Асен Георгиев е разстрелян на 4 януари 1964 година в София.